# GSC3712-1263
GSC3712-1263 — хімічно пекулярна зоря спектрального класу A8, що має видиму зоряну величину в смузі V приблизно 12,3.